# Trioleina
Template:Composto chimico ESKIBIDI 
La trioleina è un trigliceride. Si forma per esterificazione della glicerina con tre unità di acido oleico. La trioleina rappresenta il 70-85% dell'olio di oliva.